# Grotendeels ongevaarlijk
Grotendeels ongevaarlijk (originele titel: Mostly Harmless) is het vijfde en tevens laatste deel in Douglas Adams’ reeks over Het Transgalactisch Liftershandboek. Het boek werd voor het eerst uitgebracht in 1992. 

## Titel
De titel van het boek is afgeleid van een grap eerder in de serie, waarbij het personage Arthur Dent ontdekt dat het liftershandboek geen informatie bevat over de aarde, maar enkel de vermelding "ongevaarlijk" geeft. Hierop verzekert zijn vriend Ford Prefect, die zelf bijdraagt aan het handboek, hem dat de volgende editie wel een artikel over de aarde zal bevatten, gebaseerd op Fords onderzoek van de afgelopen 15 jaar. Het herziene artikel bevat echter nog steeds geen informatie, maar is enkel veranderd naar de omschrijving "grotendeels ongevaarlijk". Pas later, in het boek Tot Ziens en Bedankt voor de Vis, wordt eindelijk Fords artikel toegevoegd aan het handboek.

## Inhoud
Sinds de gebeurtenissen uit het vorige boek proberen Arthur en zijn geliefde Fenchurch al liftend meer van het universum te zien. Fenchurch verdwijnt echter na een sprong door de hyperruimte daar ze uit een onstabiele sector van de Melkweg komen. Arthur wordt depressief, en reist alleen verder. Hij reist zelfs naar verschillende parallelle universums in de hoop de aarde terug te vinden, maar hij vindt enkel universums waarin de aarde is vernietigd, of in niets lijkt op de planeet die hij kent. Hij bekostigt zijn reis door zijn biologische materiaal aan DNA-banken te verkopen. Arthur weet dankzij zijn ontmoeting met Agrajag in Het Leven, het Heelal en de Rest dat hij niet kan sterven tot hij de plaats genaamd Stavromula Beta heeft bezocht. Tijdens een van zijn reizen stort zijn schip neer op de planeet Lamuella. Hier vindt Arthur een simpel leven door sandwichmaker te worden voor de lokale bevolking.
Ondertussen is Ford teruggekeerd naar het kantoor van het liftershandboek, maar ontdekt dat dit is overgenomen door Infinidim Enterprises. Ford ontdekt ook dat de Vogons nu voor de gids werken. Infidinim Enterprises wil de gids radicaal veranderen. Zo willen ze hem voortaan verkopen aan rijke reizigers, en distribueren in alle bekende parallelle universums. Ford vlucht weg uit het gebouw. Tijdens zijn vlucht steelt hij het Transgalactisch Liftershandboek 2.0, en stuurt dit naar Arthur voor bewaring. Zoals Ford al verwachtte bergt Arthur het pakketje op zonder te kijken wat erin zit, en vergeet het vervolgens.
Op een dag arriveert Trillian op Lamuella, en stelt Arthur voor aan Random Dent, een tiener die beweert Arthurs dochter te zijn. Ze is verwekt bij Trillian via de enige menselijke spermacellen die beschikbaar waren; degene die Arthur bij een DNA-bank had achtergelaten ter betaling van zijn reizen. Trillian laat Random bij Arthur achter zodat ze zich beter kan concentreren op haar nieuwe baan als intergalactische journalist. Random vindt het leven op Lamuella maar saai en kan niet goed overweg met Arthur. Uiteindelijk vindt ze het Liftershandboek 2.0, en ontsnapt met de informatie uit dit boek van de planeet om haar moeder te gaan zoeken. Kort na haar vertrek arriveert Ford op de planeet, op zoek naar het liftershandboek. Wanneer hij en Arthur beseffen dat Random het boek heeft, reizen ze haar achterna naar de aarde.
Ondertussen wordt op aarde een alternatieve versie van Trillian, die hier bekendstaat als journalist Tricia McMillan, benaderd door een buitenaards ras dat zich voorstelt als de Grebulons. Ze nodigen haar uit voor een interview. Tricia gaat hierop in, maar vindt het interview nogal verdacht. Kort hierna arriveert Random op de planeet. Ze ziet Tricia aan voor haar moeder. Arthur en Ford arriveren ook op aarde, en nemen Random mee naar een bar om met haar te praten. Random trekt echter een pistool en schiet op Arthur. Deze kan het schot maar net ontwijken, maar een man die achter hem staat wordt dodelijk getroffen. Tot zijn schok beseft Arthur dat deze bar "Stavro Mueller's Beta" is, en de dode man de zoveelste reïncarnatie van Agrajag. Nu de aanslag op Arthurs leven die Agrajag bij hun vorige ontmoeting voorspelde heeft plaatsgevonden, is Arthur niet meer veilig. 
Tegen het eind van het boek blijkt dat het Liftershandboek 2.0 gemaakt is door de Vogon om hun taak de aarde te vernietigen af te maken. Met het boek kunnen ze verschillende parallelle dimensies bezoeken en de aarde in elk van deze dimensies opblazen. Ze doen dit echter niet langer zelf, maar hebben de Grebulons ingehuurd. Daar hadden ze de informatie van Tricia voor nodig. Het boek eindigt met dat de Grebulons zich klaarmaken de aarde op te blazen, en dit keer lijkt er voor Ford, Arthur en de anderen geen uitweg te zijn.

## Vervolg
In een interview in The Salmon of Doubt gaf Adams aan zelf niet echt tevreden te zijn met de sombere manier waarop het boek eindigde. Volgens eigen zeggen had hij een slecht jaar achter de rug, en was dat van invloed op de ondertoon van zijn boek. Ook zou hij interesse hebben in een zesde deel. De vernietiging van elke alternatieve versie van de aarde en de dood van alle hoofdpersonages maakte het erg onwaarschijnlijk dat de reeks zou kunnen worden voortgezet, maar volgens Adams zou deze situatie hem juist de gelegenheid geven een nieuw verhaal te beginnen zonder eerst alle personages weer bij elkaar te hoeven brengen en te verklaren wat er in de periode tussen twee boeken met hen was gebeurd. 
Toen Adams stierf op 11 mei 2001 leek het erop dat Grotendeels Ongevaarlijk inderdaad het laatste deel uit de reeks zou zijn. The Salmon of Doubt werd echter na Adams’ dood gepubliceerd, evenals enkele artikelen die hoofdstukken bevatten voor een nieuwe verhaallijn. 
In 2009 verscheen echter toch nog een zesde deel uit de reeks, dat in het Engels de titel And Another Thing...  draagt. Dit boek is geschreven door Eoin Colfer.

## Radio
Dirk Maggs bewerkte het boek voor de tweede radioserie. De aflevering werd uitgezonden in juni 2005. De radioversie heeft een ander einde dan het boek. In dit einde worden alle personages op tijd naar het restaurant aan de rand van het universum getransporteerd door de babelvissen in hun oor, welke blijkbaar net als dolfijnen door de ruimte kunnen reizen.

## Audioboeken
Er zijn twee audioboeken gemaakt van de roman. De eerste werd opgenomen in 1992 door Adams zelf. In 2006 nam acteur Martin Freeman een versie op.